# Derecho al agua y al saneamiento

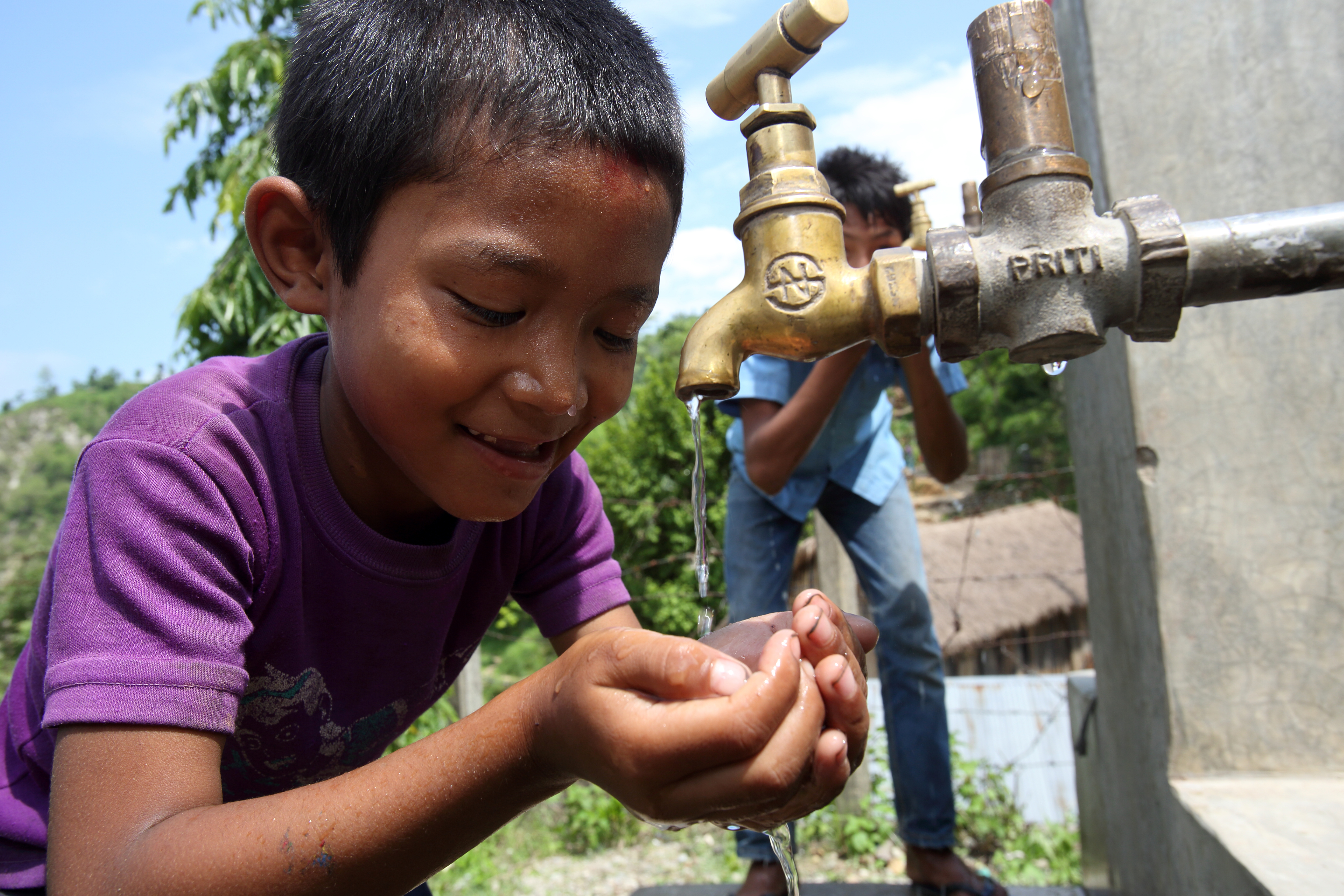
El acceso a agua potable salubre y a un saneamiento seguro e higiénico es un derecho humano básico.

El derecho humano al agua y al saneamiento (DHAS) fue reconocido como un derecho humano por la Asamblea General de las Naciones Unidas el 28 de julio de 2010.
El DHAS ha sido reconocido en el derecho internacional a través de tratados de derechos humanos, declaraciones y otras normas. Algunos comentaristas han derivado el derecho humano al agua más allá de la resolución de la Asamblea General del Artículo 11.1 del Pacto Internacional de Derechos Económicos, Sociales y Culturales (PIDESC), haciéndolo vinculante según el derecho internacional. Otros tratados que reconocen explícitamente el DHAS incluyen la Convención sobre la Eliminación de Todas las Formas de Discriminación contra la Mujer (CEDAW) de 1979 y la Convención sobre los Derechos del Niño 1989 (CDN). Las primeras resoluciones sobre el DHAS fueron aprobadas por la Asamblea General de la ONU y el Consejo de Derechos Humanos de la ONU en 2010. Se reconoció que existía un derecho humano al saneamiento vinculado al derecho humano al agua, ya que la falta de saneamiento en las áreas superiores de una cuenca impacta negativamente sobre la calidad del agua en las áreas sucesivas de la cuenca, por lo que las discusiones posteriores han continuado enfatizando la necesidad de que ambos derechos sean considerados en conjunto. En julio de 2010 la Resolución 64/292 de la Asamblea General de las Naciones Unidas reconoció los derechos humanos relacionados con el agua: el derecho a recibir servicios de agua potable y saneamiento seguros, asequibles y accesibles. En dicha Asamblea General se aceptó que para el entendimiento del disfrute de la vida y de todos los derechos humanos, se reconozca como derecho humano el acceso al agua potable, segura y limpia, así como al saneamiento. La aceptación de que el acceso al agua potable y al saneamiento como un derecho humano libre en la Resolución de la Asamblea General (64/292) implica un importante control gubernamental a nivel mundial. La realización de una vida productiva y saludable se logrará reconociendo ampliamente la importancia de acceder a servicios de agua potable y saneamiento confiables y limpios.
En 2015 una resolución revisada de la ONU destacó que los dos derechos no estaban unificados pero eran equivalentes.
La definición más clara sobre el derecho humano al agua fue emitida por el Comité de Derechos Económicos, Sociales y Culturales de las Naciones Unidas en el Comentario General 15, redactado en 2002. Se trata de una interpretación no vinculante de que el acceso al agua es una condición para el disfrute del derecho a un nivel de vida adecuado, indisolublemente relacionado con el derecho al más alto nivel posible de salud y, por tanto, un derecho humano. Declaró: «El derecho humano al agua otorga a todas las personas el derecho a agua suficiente, segura, adecuada, físicamente accesible y asequible para usos personales y domésticos».
El hecho de que se haya reconocido el acceso al agua limpia y al saneamiento como un derecho humano, implicó para los estados firmantes el compromiso de desarrollar políticas que lo garanticen y la obligación de avanzar localmente en el desarrollo de las acciones que aseguren su ejercicio.

## Contexto internacional
El Programa Conjunto de Monitoreo de la OMS y UNICEF para el Abastecimiento de Agua y Saneamiento informó que 663 millones de personas no tenían acceso a fuentes mejoradas de agua potable y más de 2400 millones de personas carecían de acceso a servicios básicos de saneamiento en 2015. El acceso al agua potable es un problema importante en muchas partes del mundo. Las fuentes aceptables incluyen conexiones domiciliarias, fuentes públicas, perforaciones, pozos excavados protegidos, manantiales protegidos y captación de aguas lluvia. Aunque el 9% de la población mundial carece de acceso al agua, hay «regiones particularmente retrasadas, como África subsahariana». La ONU enfatiza además que «alrededor de 1,5 millones de niños menores de cinco años mueren cada año y 443 millones de días escolares se pierden debido a enfermedades relacionadas con el agua y el saneamiento».

## Fundamentos y reconocimientos legales

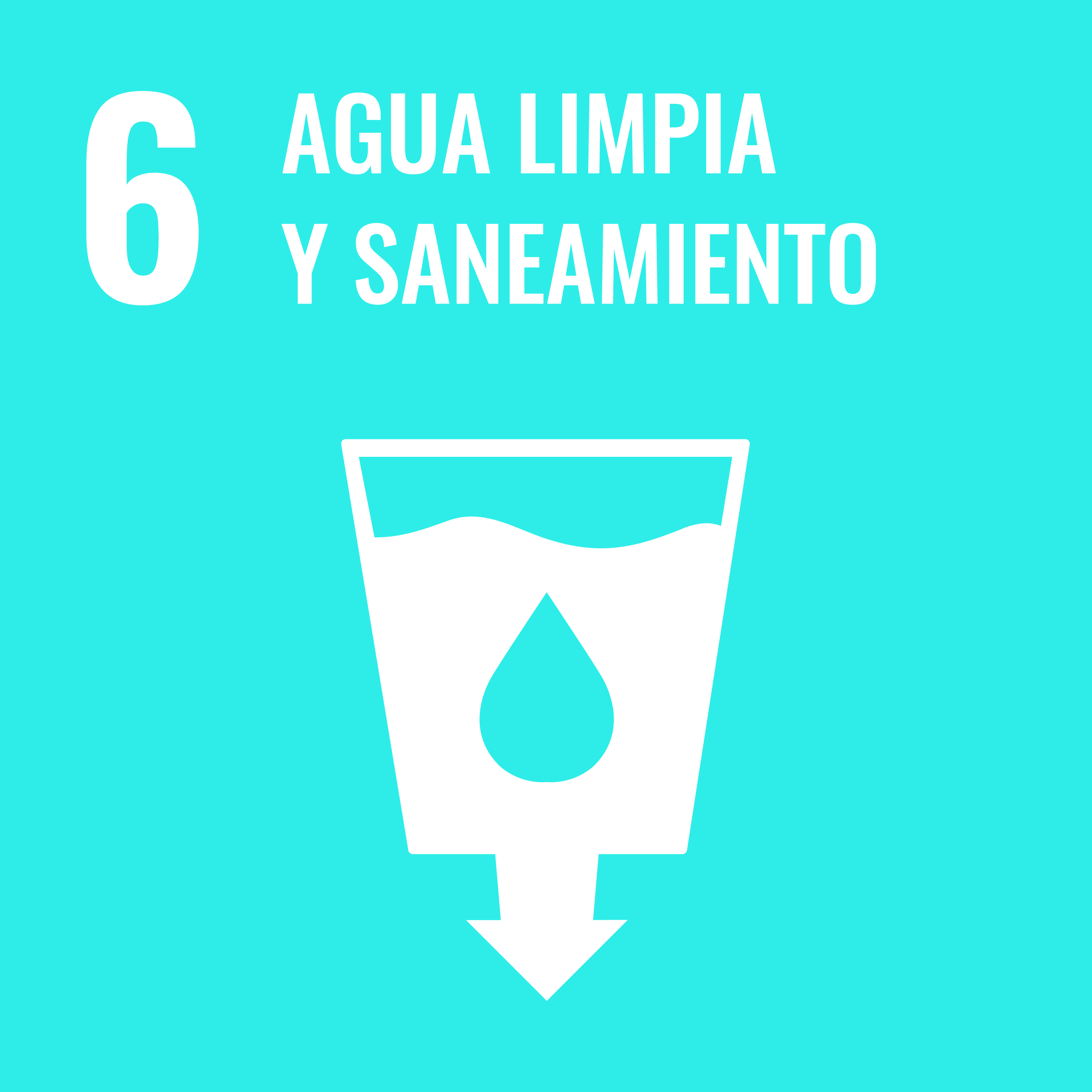
Garantizar la disponibilidad de agua y su gestión sostenible y el saneamiento para todos es el Objetivo de Desarrollo Sostenible 6 de las Naciones Unidas

El Pacto Internacional de Derechos Económicos, Sociales y Culturales (PIDESC) de 1966 codificó los derechos económicos, sociales y culturales incluidos en la Declaración Universal de Derechos Humanos (DUDH) de 1948. Ninguno de estos primeros documentos reconoció explícitamente los derechos humanos al agua y al saneamiento. Sin embargo, varias convenciones internacionales de derechos humanos posteriores tenían disposiciones que reconocían explícitamente los derechos al agua y al saneamiento:
- La Convención sobre la Eliminación de Todas las Formas de Discriminación contra la Mujer (CEDAW) de 1979 tiene el Artículo 14.2 que establece que «las partes tomarán todas las medidas apropiadas para eliminar la discriminación contra la mujer en las zonas rurales a fin de garantizar, en condiciones de igualdad entre hombres y mujeres, que participen y se beneficien del desarrollo rural y, en particular, garantizarán a las mujeres el derecho a:… h) Disfrutar de condiciones de vida adecuadas, especialmente en lo que respecta a la vivienda, el saneamiento, el suministro de agua y electricidad, el transporte y las comunicaciones».[12]
- La Convención sobre los Derechos del Niño de 1989 (CDN) establece en su artículo 24 que «las partes reconocen el derecho del niño al disfrute del más alto nivel posible de salud y a instalaciones para el tratamiento de enfermedades y rehabilitación de la salud (...) 2. Los Estados parte procurarán la plena aplicación de este derecho y, en particular, adoptarán las medidas apropiadas (...) c) Combatir las enfermedades y la malnutrición, incluso en el marco de la atención primaria de salud, mediante, entre otras cosas (...) el suministro de alimentos nutritivos adecuados y agua potable limpia...».[13]
- La Convención sobre los Derechos de las Personas con Discapacidad (CDPD) de 2006 tiene el artículo 28(2)(a), que exige que «las partes reconozcan el derecho de las personas con discapacidad a la protección social y al disfrute de ese derecho sin discriminación sobre la base de discapacidad, y tomará las medidas adecuadas para salvaguardar y promover la realización de este derecho, incluidas medidas para garantizar el acceso equitativo de las personas con discapacidad a los servicios de agua potable, y para garantizar el acceso a servicios adecuados y asequibles, dispositivos y otra asistencia para las necesidades relacionadas con la discapacidad.».

La Carta Internacional de Derechos Humanos –que comprende el Pacto Internacional de Derechos Civiles y Políticos de 1966 (ICCPR); los artículos 11 y 12 del Pacto Internacional de Derechos Económicos, Sociales y Culturales de 1966 (ICERS); y el artículo 25 de la Declaración Universal de Derechos Humanos (DUDH) de 1948– documentó la evolución del derecho humano al agua y al saneamiento y otros derechos asociados al agua para ser reconocidos en un instrumento a nivel mundial.
Los investigadores también llamaron la atención sobre la importancia de un posible reconocimiento por parte de la ONU de los derechos humanos al agua y al saneamiento a finales del siglo XX. Dos esfuerzos iniciales para definir el derecho humano al agua provinieron del profesor de derecho Stephen McCaffrey de la Universidad del Pacífico en 1992, y del Dr. Peter Gleick en 1999. McCaffrey afirmó que "Tal derecho podría contemplarse como parte integrante del derecho a la alimentación o al sustento, el derecho a la salud o, más fundamentalmente, el derecho a la vida". Gleick agregó: "ese acceso a un requisito básico de agua es un derecho humano fundamental respaldado implícita y explícitamente por el derecho internacional, las declaraciones y la práctica de los Estados.”
El Comité de Derechos Económicos, Sociales y Culturales de la ONU (CESCR) que supervisa el cumplimiento del ICESCR llegó a conclusiones similares a las de estos académicos con el Comentario General 15 en 2002. Encontró que el derecho al agua era implícitamente parte del derecho a un nivel de vida adecuado y estaba relacionado con el derecho al más alto nivel posible de salud y los derechos a una vivienda adecuada y alimentación adecuada. Define que “El derecho humano al agua otorga a toda persona el derecho a agua suficiente, segura, aceptable, físicamente accesible y asequible para uso personal y doméstico. Es necesaria una cantidad adecuada de agua segura para prevenir la muerte por deshidratación, para reducir el riesgo de agua- enfermedades relacionadas y para satisfacer las necesidades de consumo, cocina y de higiene personal y doméstica». Varios países acordaron y reconocieron formalmente que el derecho al agua formaba parte de sus obligaciones en virtud del tratado ICESCR, (por ejemplo Alemania, Reino Unido, y Países Bajos) después de la publicación de la Observación general N° 15.
En 2005, la antigua Subcomisión de Promoción y Protección de los Derechos Humanos de las Naciones Unidas dio un paso más allá, que emitió directrices para ayudar a los gobiernos a lograr y respetar el derecho humano al agua y al saneamiento. Estas directrices llevaron al Consejo de Derechos Humanos de las Naciones Unidas a designar a Catarina de Albuquerque como experta independiente en el tema de las obligaciones de derechos humanos relacionadas con el acceso al agua potable y el saneamiento en 2008, quien escribió un informe detallado en 2009 que describía las obligaciones de los derechos humanos con el saneamiento, y el CDESC respondió afirmando que el saneamiento debe ser reconocido por todos los estados.
Tras intensas negociaciones, 122 países reconocieron formalmente «el derecho humano al agua y al saneamiento» en la resolución 64/292 de la Asamblea General el 28 de julio de 2010. Se reconoció el derecho de todo ser humano a tener acceso a agua suficiente para uso personal y doméstico (entre 50 y 100 litros de agua por persona al día), que debe ser segura, aceptable y asequible (el costo del agua no debe exceder el 3% del ingresos del hogar) y físicamente accesible (la fuente de agua debe estar dentro de los 1000 metros de la casa y el tiempo de recolección no debe exceder los 30 minutos). La Asamblea General declaró que el agua potable es «esencial para el pleno goce de la vida y todos los demás derechos humanos».  En septiembre de 2010, el Consejo de Derechos Humanos de la ONU adoptó una resolución que reconoció que el derecho humano al agua y al saneamiento forma parte del derecho a un nivel de vida adecuado.
El mandato de Catarina de Albuquerque como «experta independiente sobre la cuestión de las obligaciones de derechos humanos relacionadas con el acceso al agua potable y el saneamiento» se prorrogó y pasó a llamarse «Relatora Especial sobre el derecho humano al agua potable y el saneamiento» tras las resoluciones de 2010. A través de sus informes al Consejo de Derechos Humanos y la Asamblea General de la ONU, continuó aclarando el alcance y el contenido del derecho humano al agua y al saneamiento. Como Relatora Especial, abordó temas tales como: las obligaciones de derechos humanos relacionadas con la prestación de servicios no estatales de agua y saneamiento (2010); Financiamiento para la realización de los derechos al agua y al saneamiento (2011); la gestión de aguas residuales en la realización de los derechos al agua y al saneamiento (2013); y la sostenibilidad y no retroceso en la realización de los derechos al agua y al saneamiento (2013).
Resoluciones posteriores ampliaron el mandato del Relator Especial y definieron el papel de cada Estado en el respeto de estos derechos. La Resolución 7/169 de 2015 de la Asamblea General ha sido denominada «Declaración de los derechos humanos al agua potable y al saneamiento». Reconoció la distinción entre el derecho al agua y el derecho al saneamiento. Esta decisión se tomó debido a la preocupación de que se pasara por alto el derecho al saneamiento en comparación con el derecho al agua.

## Jurisprudencia internacional

### Corte Interamericana de Derechos Humanos
El derecho al agua ha sido considerado en el caso de la Corte Interamericana de Derechos Humanos de la Comunidad Indígena Sawhoyamaxa vs. Paraguay. Los problemas implicaron que los estados no reconocen los derechos de propiedad de las comunidades indígenas sobre las tierras ancestrales. En 1991, el Estado paraguayo sacó a la comunidad indígena Sawhoyamaxa de su tierra, lo que provocó la pérdida de acceso a servicios básicos esenciales como agua, alimentos, educación y servicios de salud.  Esto estaba dentro del alcance de la Convención Americana sobre Derechos Humanos: invadir el derecho a la vida. El agua está incluida en este derecho, como parte del acceso a la tierra. Los tribunales exigieron la devolución de las tierras, la compensación y la implementación de bienes y servicios básicos, mientras la comunidad estaba en proceso de devolución de sus tierras.

### Centro Internacional de Arreglo de Diferencias Relativas a Inversiones
Los siguientes casos del Centro Internacional de Arreglo de Diferencias Relativas a Inversiones (CIADI) se refieren a contratos establecidos entre gobiernos y corporaciones para el mantenimiento de vías fluviales. Aunque los casos se refieren a cuestiones de inversión, los comentaristas han señalado que el impacto indirecto del derecho al agua sobre los veredictos es significativo. Los datos del Banco Mundial muestran que la privatización del agua se disparó a partir de la década de 1990 y que el crecimiento significativo de la privatización continuó hasta la década de 2000.

#### Azurix Corp v.Argentina
El primer caso notable sobre el derecho al agua en el CIADI es el de Azurix Corp v. Argentina. La disputa se suscitó entre la República Argentina y Azurix Corporation por las discrepancias derivadas de un contrato de 30 años entre las partes para operar el suministro de agua de varias provincias. Una consideración con respecto al derecho al agua se hace implícitamente durante el arbitraje de compensación, donde se sostuvo que Azurix tenía derecho a un retorno justo sobre el valor de mercado de la inversión. Esto fue en lugar de los US$ 438,6 millones solicitados, citando que una persona de negocios razonable no podía esperar tal retorno, dados los límites de los aumentos de precios del agua y las mejoras que serían necesarias para garantizar un sistema de agua limpia y que funcione correctamente.

#### Biwater Gauff Ltd c.Tanzania
En segundo lugar, un caso similar encontrado por el CIADI es el de Biwater Gauff Ltd v. Tanzania. Este fue nuevamente el caso de una empresa privada de agua en una disputa contractual con un gobierno, esta vez la República Unida de Tanzania. Este contrato fue para la operación y gestión del sistema de agua de Dar es Salaam. En mayo de 2005, el gobierno de Tanzania rescindió el contrato con Biwater Gauff por su presunto incumplimiento de las garantías de desempeño. en julio de 2008, el Tribunal emitió su decisión sobre el caso, declarando que el gobierno de Tanzania había violado el acuerdo con Biwater Gauff. Sin embargo, no otorgó daños monetarios a Biwater, reconociendo que las preocupaciones de interés público eran primordiales en la disputa.

## Derecho al agua en legislaciones nacionales
Sin la existencia de un organismo internacional que pueda aplicarlo, el derecho humano al agua depende de la actividad de los tribunales de cada país. La base para esto se ha establecido a través de la constitucionalización de los derechos económicos, sociales y culturales (DESC) a través de uno de dos medios: como principios rectores, que son objetivos y, a menudo, no justiciables; o como expresamente protegido y exigible a través de los tribunales.

### Sudáfrica
En Sudáfrica, el derecho al agua está consagrado en la constitución y se aplica mediante estatutos ordinarios. Esto es prueba de una ligera modificación de la segunda técnica de constitucionalización denominada modelo de legislación subsidiaria. Esto significa que una gran parte del contenido y la implementación del derecho se realiza en un estatuto interno ordinario con cierto rango constitucional.

#### Residents of Bon Vista Mansions v. Southern Metropolitan Local Council
El primer caso notable en el que los tribunales lo llevaron a la práctica fue el caso Residents of Bon Vista Mansions v. Southern Metropolitan Local Council. El caso fue presentado por vecinos de un bloque de viviendas (Bon Vista Mansions), tras el corte del suministro de agua por parte del Ayuntamiento, como consecuencia del no pago de las cuentas del agua. El tribunal sostuvo que, de conformidad con la Constitución de Sudáfrica, constitucionalmente todas las personas deben tener acceso al agua como un derecho.
El razonamiento adicional de la decisión se basó en la Observación General N°12 sobre el derecho a la alimentación, realizada por el Comité de Derechos Económicos, Sociales y Culturales de la ONU, que impone a las partes del acuerdo la obligación de observar y respetar el acceso ya existente a una alimentación adecuada al no implementar cualquier medida invasiva.
El tribunal determinó que la interrupción de la fuente de agua existente, que no se había adherido a los requisitos «justos y razonables» de la Ley de Servicios de Agua de Sudáfrica, era ilegal. Es importante señalar que la decisión es anterior a la adopción de la Observación General N° 15 de la ONU.

#### Mazibuko v.Ciudad de Johannesburgo
La cantidad de agua que se proporcionará se analizó más detalladamente en Mazibuko v. Ciudad de Johannesburgo. El caso giraba en torno a la distribución de agua a través de tuberías a Phiri, una de las zonas más antiguas de Soweto. Este caso se refería a dos cuestiones importantes: si la política de la ciudad respecto al suministro de agua básica gratuita (6 kilolitros por mes a cada titular de una cuenta de agua) estaba en conflicto con la Sección 27 de la Constitución de Sudáfrica o la Sección 11 de la Ley de Servicios de Agua. La segunda cuestión es si la instalación de medidores de agua de prepago era legal o no. En la Corte Suprema se determinó que los estatutos de la ciudad no preveían la instalación de medidores y que su instalación era ilegal. Además, como los medidores interrumpieron el suministro de agua a la vivienda una vez que terminó el suministro básico gratuito de agua, se consideró una interrupción ilegal del suministro de agua. El tribunal sostuvo que los residentes de Phiri deberían recibir un suministro básico gratuito de agua de 50 litros por persona al día. El trabajo del Centro de Estudios Legales Aplicados de la Universidad de Witwatersrand en Johannesburgo y el Instituto del Pacífico en Oakland, California compartió un Premio BENNY de la Red de Ética Empresarial 2008 por su trabajo en este caso. El Instituto del Pacífico contribuyó con un testimonio legal basado en el trabajo de Peter Gleick, definiendo un derecho humano al agua y cuantificando las necesidades humanas básicas de agua.
El caso se llevó a la Corte Suprema de Apelaciones (SCA), la cual sostuvo que la política de agua de la ciudad se había formulado sobre la base de un error material de la ley con respecto a la obligación de la ciudad de proporcionar el mínimo establecido en el Estándar Nacional Sudafricano, y, por lo tanto, fue desechado. El tribunal también sostuvo que la cantidad para la existencia humana digna de conformidad con el artículo 27 de la constitución era de 42 litros por persona por día en lugar de 50 litros por persona por día. La SCA declaró que la instalación de medidores de agua era ilegal, pero suspendió la orden por dos años para darle a la ciudad la oportunidad de rectificar la situación.
La cuestión llegó al Tribunal Constitucional, que sostuvo que el deber creado por la constitución requería que el Estado tomara medidas legislativas y de otro tipo razonables de manera progresiva para lograr el logro del derecho al acceso al agua, dentro de los recursos disponibles. La Corte también sostuvo que corresponde al poder legislativo y a la institución ejecutiva del gobierno actuar dentro de los límites de sus presupuestos y que el escrutinio de sus programas es una cuestión de rendición de cuentas democrática. Por lo tanto, el contenido mínimo establecido por la regulación 3 (b) es constitucional y, además, es inapropiado que un tribunal determine el cumplimiento de cualquier derecho social y económico por el cual el gobierno haya tomado medidas para implementar. En cambio, los tribunales habían centrado su investigación en si las medidas adoptadas por el Gobierno son razonables y si el Gobierno somete sus políticas a revisiones periódicas. La sentencia ha sido criticada por desplegar un «concepto innecesariamente limitante de deferencia judicial».

### India
Los dos casos más destacados en la India con respecto al derecho al agua ilustran que, aunque la materia no está protegida explícitamente en la Constitución de la India, los tribunales han interpretado que el derecho a la vida incluye el derecho a agua potable y en cantidad suficiente.

#### Delhi Water Supply  v.Estado de Haryana
Aquí surgió una disputa por el uso del agua debido al hecho de que el estado de Haryana estaba usando el río Jamuna para el riego, mientras que los residentes de Delhi lo necesitaban para beber. Se razonó que el uso doméstico anulaba el uso comercial del agua y el tribunal dictaminó que Haryana debía permitir que llegase suficiente agua a Delhi para consumo y uso doméstico.

#### Subhash Kumar v.Estado de Bihar
También es notable el caso de Subhash Kumar v. Estado de Bihar, donde se solicitó una descarga de sedimentos fangosos provenientes de lavaderos en el río Bokaro mediante un litigio de interés público. Los tribunales determinaron que el derecho a la vida, protegido por el artículo 21 de la Constitución de la India, incluía el derecho a disfrutar de agua libre de contaminación. El caso no se basó en los hechos y se sostuvo que la petición no se había presentado por interés público sino por el interés personal del peticionario y, por lo tanto, la continuación del litigio equivaldría a un abuso de proceso.

### Estados Unidos
En Pilchen v. City of Auburn, New York, una madre soltera llamada Diane Pilchen vivía como inquilina de alquiler en una casa en ejecución hipotecaria, en la que el propietario (arrendador) de la casa no había pagado la factura del agua durante algún tiempo. La ciudad de Auburn facturó a Pilchen por los atrasos del propietario y en repetidas ocasiones clausuró el servicio de agua sin previo aviso cuando no pudo pagar estas deudas, lo que hizo que la casa fuera inhabitable. La ciudad condenó la casa y obligó a Pilchen y a su hijo a mudarse. Pilchen fue representada por el Proyecto de Ley de Utilidad Pública de Nueva York (PULP) en la demanda. La ciudad de Auburn intentó sin éxito argumentar que el agua no es un derecho constitucional porque en su lugar se podría usar agua embotellada, un argumento que fue impugnado por PULP como absurdo. En 2010, Pilchen ganó un juicio sumario en el que se determinó que cortar el agua violaba sus derechos constitucionales y que no se podía facturar a Pilchen ni dejar de tener agua debido a las demoras de una parte no relacionada en el pago de las facturas del agua.

## Otras discusiones

### Efectos transfronterizos
Dado que el acceso al agua es una fuente de preocupación transfronteriza y un conflicto potencial en el Medio Oriente, el Mediterráneo Oriental y partes de América del Norte, entre otros lugares, algunas organizaciones no gubernamentales (ONG) y académicos argumentan que el derecho al agua también tiene un aspecto transnacional o extraterritorial. Argumentan que, dado el hecho de que los suministros de agua se superponen naturalmente y cruzan las fronteras, los Estados también tienen la obligación legal de no actuar de una manera que pueda tener un efecto negativo en el disfrute de los derechos humanos en otros estados. El reconocimiento formal de esta obligación legal podría prevenir los efectos negativos de la crisis de agua global (como una amenaza futura y un resultado negativo de la superpoblación humana). La escasez de agua y el creciente consumo de agua dulce hacen que este derecho sea increíblemente complicado. A medida que la población mundial aumenta rápidamente, la escasez de agua dulce provocará muchos problemas. Una escasez en la cantidad de agua plantea la cuestión de si el agua debe transferirse o no de un país a otro.

### Comercialización de agua versus provisión estatal
Existen dos enfoques acerca del sector sobre el que recae la responsabilidad de garantizar el derecho humano al agua y al saneamiento. Uno de estos enfoques es el que asigna  esa responsabilidad al Estado, —entendiendo que la provisión de servicios de agua y saneamiento es un servicio público—, tanto la prestación se realice de modo centralizado desde la administración central, como de modo descentralizado desde las distintas administraciones de las entidades subnacionales. En algunos países, la prestación de estos servicios es realizada por empresas privadas, a las que corresponde dar cuenta del cumplimiento de sus contratos con los usuarios y con el Estado que ha delegado en ellas la función.
La comercialización de agua se ha ofrecido como una respuesta a la creciente escasez del recurso. El ecologismo de mercado utiliza los mercados como una solución a problemas tales como la degradación ambiental o el uso ineficiente de los recursos. Los partidarios del ecologismo de mercado creen que la gestión del agua como un bien económico por parte de empresas privadas será más eficiente que los gobiernos que proporcionan recursos hídricos a sus ciudadanos. Tales proponentes afirman que los costos gubernamentales de desarrollar infraestructura para la asignación de recursos hídricos no valen los beneficios marginales del suministro de agua, por lo que consideran al estado como un proveedor ineficaz de agua. Además, se argumenta que la mercantilización del agua conduce a una gestión del agua más sostenible debido a los incentivos económicos para que los consumidores utilicen el agua de manera más eficiente.
Los opositores a ese pensamiento creen que el hecho de que el acceso al agua es un derecho humano inhabilita la posibilidad de que su gestión quede bajo la órbita del sector privado, —sujeto a las leyes del mercado—, y requiere que todas las personas por igual cuenten con acceso al recurso. Algunas organizaciones sociales, ambientales, de pueblos originarios y otros grupos utilizan el argumento de que el acceso al agua es un derecho humano como medio para combatir los esfuerzos por privatizarla. Un derecho humano al agua «generalmente se basa en dos justificaciones: la no sustituibilidad del agua potable (“esencial para la vida”), y el hecho de que muchos otros derechos humanos que están explícitamente reconocidos en las Convenciones de la ONU se basan en una (supuesta) disponibilidad de agua (por ejemplo, el derecho a la alimentación)».